# Recruit Holdings
Recruit-Holdings Co.Ltd. is een groot Japanse uitgever, van met name personeelsadvertenties, en uitzendbureau opgericht in 1960.

## Geschiedenis
Het bedrijf werd in 1960 opgericht door Hiromasa Ezoe. Hij bracht  de Daigaku Shimbun Koukokusha uit, een universiteitskrant met de nadruk op personeelsadvertenties. Omstreeks 1964 werd de bedrijfsnaam gewijzigd en kreeg Recruit als vast onderdeel in de naam. In 1984 wijzigde de naam voor het laatst in Recruit Holdings.
In de jaren zeventig werden digitale publicaties toegevoegd door de opkomst van het internet. Andere publicaties volgden op het gebied van wonen, auto’s, lifestyle, reizen, etc.. In 1985 werd een vestiging geopend in de Verenigde Staten onder de naam Recruit USA.
In 1988 kwam een groot schandaal naar buiten. Recruit had steekpenningen aan politici en ambtenaren gegeven. Onder de politici die bij het schandaal betrokken waren, waren premier Noboru Takeshita en voormalig premier Yasuhiro Nakasone. Vooral leden van de Liberaal-Democratische Partij waren hierbij betrokken, maar ook leden van andere politiek partijen hadden financieel geprofiteerd. Het schandaal leidde tot de val van de regering Takeshita. In 2003 werd oprichter Hiromasa Ezoe veroordeeld en voor jaren in de gevangenis gestopt.
Vanaf het jaar 2000 werd het bedrijf actiever op het gebied van het uitzendwezen. Diverse Japanse bedrijven werden overgenomen en in 2010 werd het Amerikaanse Staffmark ingelijfd voor US$ 295 miljoen. In 2012 werd Indeed onderdeel van Recruit. De vacaturewebsite van Indeed was toen beschikbaar in 50 landen en 26 talen.
In 2014 kregen de aandelen een notering aan de beurs van Tokio. De aandelen maken deel uit van de Nikkei 225 en TOPIX aandelenindices.
In december 2015 bracht het een bod uit van € 1,4 miljard, of € 17,50 per aandeel, op USG People. Het bod werd geaccepteerd en in juni 2016 verdween USG People van de Amsterdamse effectenbeurs. Recruit had toen reeds de ambitie om binnen vijf jaar het grootste uitzendconcern ter wereld zijn. Het heeft daarvoor de afgelopen jaren diverse bedrijven overgenomen in de Verenigde Staten, Azië, Verenigd Koninkrijk en Australië. Met de overname van USG People kreeg Recruit een eerste voet aan de grond in continentaal Europa. In april 2021 werd de USG naam gewijzigd in RGF Staffing The Netherlands met merken als Start People, Unique, USG Professionals, Secretary Plus, ASA, Medi Interim, Technicum en USG Freelance.